# توني جريسوني
توني جريسوني (بالإنجليزية: Tony Grisoni)‏ (و. 1952  م) هو كاتب سيناريو بريطاني، ولد في لندن.

## وصلات خارجية
- توني جريسوني على موقع IMDb (الإنجليزية)
- توني جريسوني على موقع قاعدة بيانات الأفلام العربية
- توني جريسوني على موقع ألو سيني (الفرنسية)
- توني جريسوني على موقع أول موفي (الإنجليزية)
- توني جريسوني على موقع قاعدة بيانات الأفلام السويدية (السويدية)
- توني جريسوني على موقع قاعدة بيانات الفيلم (الإنجليزية)
- توني جريسوني على موقع كينوبويسك (الروسية)